# Obrimona tennenti
Genre
Synonymes
- Obrima Simon, 1894 nec Walker, 1856

Espèce
Synonymes
- Obrima tennenti Simon, 1894

Obrimona tennenti, unique représentant du genre Obrimona, est une espèce d'araignées aranéomorphes de la famille des Linyphiidae.

## Distribution
Cette espèce est endémique du Sri Lanka.

## Description
Le mâle holotype mesure 1,8 mm.

## Publications originales
- Simon, 1894 : Histoire naturelle des araignées. Paris, vol. 1, p. 489-760 (texte intégral).
- Strand, 1934 : Miscellanea nomenclatorica zoologica et palaeontolgica, VI. Folia Zoologica et Hydrobiologica, vol. 6, p. 271-277.